# Rhadinaea calligaster
Rhadinaea calligaster este o specie de șerpi din genul Rhadinaea, familia Colubridae, descrisă de Cope 1876. Conform Catalogue of Life specia Rhadinaea calligaster nu are subspecii cunoscute.